# Wittmannsdorf (Märkische Heide)

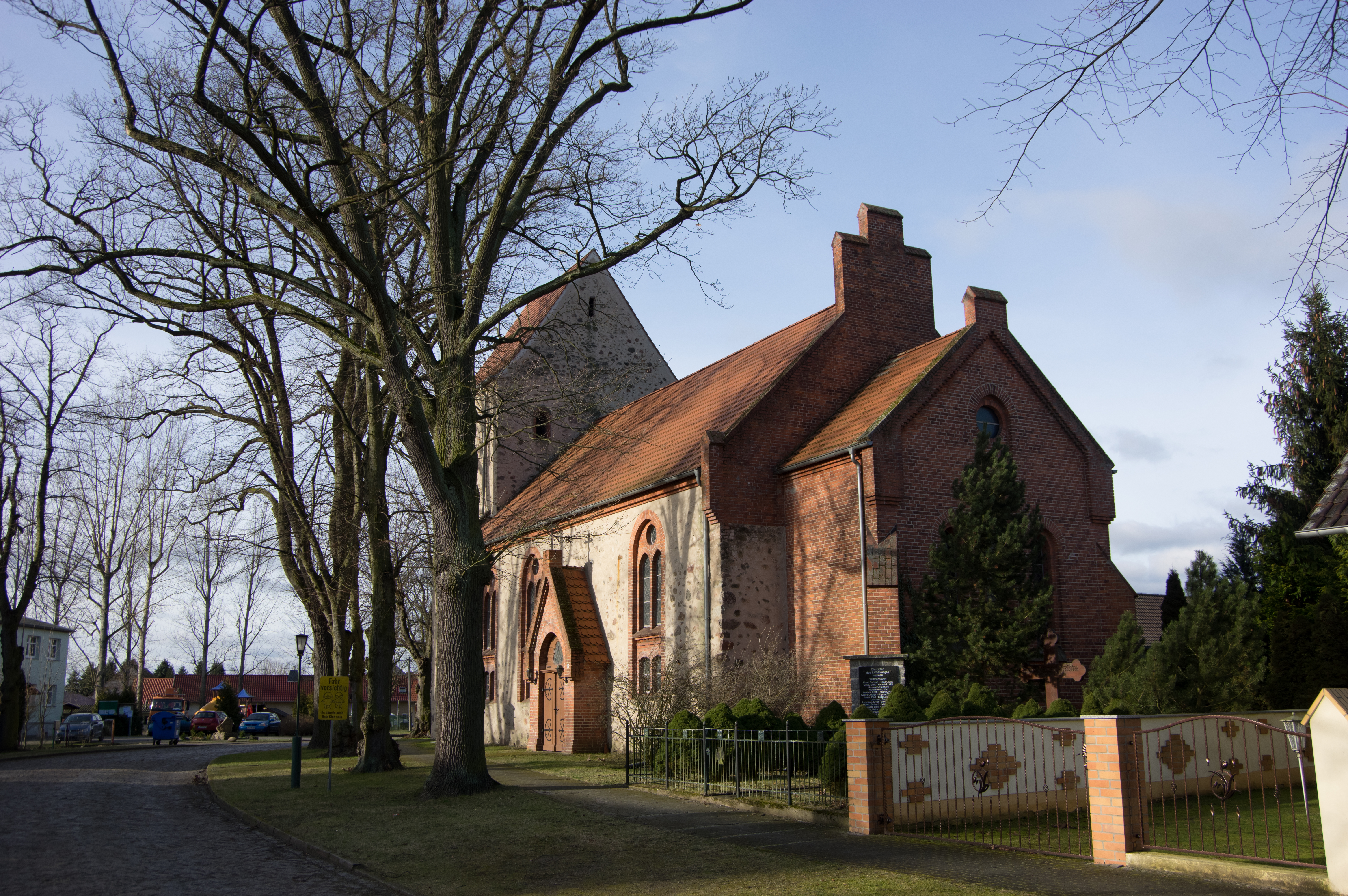
Dorfkirche Wittmannsdorf

Wittmannsdorf (niedersorbisch Witanojce) ist ein Gemeindeteil von Wittmannsdorf-Bückchen, einem Ortsteil der amtsfreien Gemeinde Märkische Heide im Landkreis Dahme-Spreewald (Brandenburg). Der Ort war bis zum Zusammenschluss mit Bückchen 1973 eine selbständige Gemeinde. Der Gemeindeteil Wittmannsdorf darf nicht mit dem Ortsteil Wittmannsdorf der Stadt Luckau verwechselt werden.

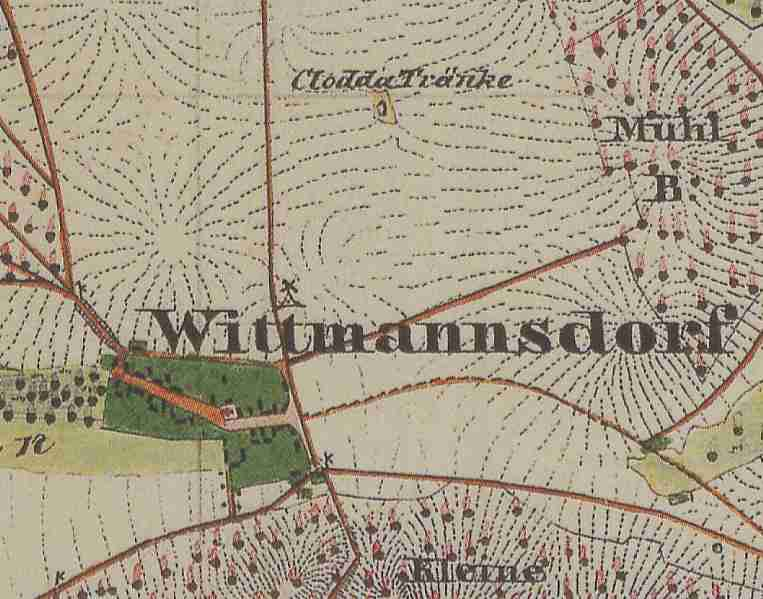
Wittmannsdorf auf dem Urmesstischblatt 3950 Groß Leuthen von 1846

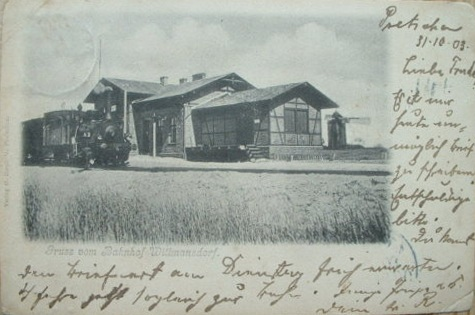
Bahnhof Wittmannsdorf (um 1900)

## Geographie
Wittmannsdorf liegt rund 17 km südwestlich von Beeskow, 21 km südöstlich von Storkow (Mark) und rund 19 km nordöstlich von Lübben (Spreewald). Die Gemarkung von Wittmannsdorf grenzt im Norden an Plattkow, im Osten an Schuhlen-Wiese, im Süden an Groß Leuthen, alle genannten Orte sind Ortsteile der Gemeinde Märkische Heide, im Südwesten an Bückchen und im Westen an Pretschen, ein Ortsteil der Gemeinde Märkische Heide. Wittmannsdorf ist über die L 442, die in Gröditsch von der B 179 abzweigt, über Bückchen, Wittmannsdorf, Schuhlen-Wiese zur B 87 und von dort weiter nach Goyatz führt, wo sie an der B 320 endet. In Wittmannsdorf zweigt die L443 nach Norden ab, und von dieser Straße geht wieder noch im Ort die K6117 nach Pretschen ab.
Auf der Gemarkung gibt es keine größeren Gewässer. Der östlich des Ortskern beginnende Buschhäuser Gräben verläuft nach Nordosten und entwässert in das Rocher Mühlenfließ. Ein weiterer Graben beginnt direkt beim Ort und entwässert nach Westen zum Gröditscher Landgraben, die über eine längere Strecke die Gemarkungsgrenze zu Pretschen bildet. Ein weiterer Graben bildet die südliche Grenze zur Gemarkung Bückchen.

## Geschichte
Die älteste Urkunde, die den Ort Wittmannsdorf erwähnt, datiert aus dem Jahr 1384 (nach dem Historischen Ortslexikon) bzw. von 1346 (Wittmisdorff). Er wird an dieser Stelle „Wyttenstorff“ genannt. Der Name des Ortes lässt sich von einem deutschen Vornamen Witram, Witmar oder Witmann ableiten. Nach Rudolf Lehmann war das Dorf ursprünglich ein Sackgassendorf.
1708 lebten in Wittmannsdorf zwei Bauern, elf Kossäten und drei Büdner. 1718 waren es zwei Hüfner, neun Kossäten und drei Häusler. Das Dorf hatte 1000 Gulden Schatzung, ein vergleichsweise hoher Betrag (der Nachbarort Wiese hatte 500 Gulden Schatzung). 1723 gab es im Ort einschließlich des Vorwerkes 18 Feuerstellen, die in der Regel mit Wohngebäuden gleichzusetzen sind. 1755 hatte Wittmannsdorf 127 Einwohner. Die durchschnittliche Ernte in Dresdner Scheffel betrug: 810 Scheffel Korn, 8 Scheffel Weizen, 78 Scheffel Gerste, 60 Scheffel Hafer, 54 Scheffel Erbsen, 38 Scheffel Heidekorn (= Buchweizen), 12 Scheffel Hopfen und 14 Scheffel Lein. 1795 wurden drei Freihäusler genannt. 1809 bestand die Bevölkerung Wittmannsdorf aus zwei Ganzbauern (= Vollbauern), zwölf Ganzkossäten, zwei Halbkossäten und vier Häuslern oder Büdnern.
Das Schmettausche Kartenwerk von 1767/87 verzeichnet auf dem Mühlberg, in einiger Entfernung östlich vom Dorf eine Windmühle. Sie wurde offensichtlich näher an das Dorf verlegt. 1846 stand sie nördlich des Dorfkerns, an der Kossenblatter Straße (etwa gegenüber dem Gebäude Kossenblatter Straße 18). 1820 gab es im Ort 27 Feuerstellen und 199 Einwohner. 1826 wird eine Schule erwähnt (wieder erwähnt 1861). 1840 waren es 29 Häuser, in denen 256 Menschen lebten. Nach Berghaus war das Rittergut im Jahr 1853 2755 Morgen groß. Bei den großen Überschwemmungen im Sommer des Jahres 1854 wurden 141 Morgen Wiesen in den umliegenden Niederungen überschwemmt. Der Schaden in Wittmannsdorf (Gemeindebezirk) und Gutsbezirk wurde mit 700 Talern beziffert. Allein im Gutsbezirk gingen 800 Zentner Heu verloren, 1861 wurden nur noch 26 Häuser (vermutlich ein Fehler in der Quelle) und 254 Einwohner gezählt. Bemerkenswerterweise waren darunter auch eine jüdische Familie mit fünf Personen. 1864 wird die Windmühle erwähnt und eine Schäferei dicht am Dorfe. Das Topographisch-statistisches Handbuch des Regierungs-Bezirks Frankfurt a. O. gibt für 1864 wiederum 29 Häuser und 254 Einwohner an. 1879 erwähnt das Generaladressbuch eine Brennerei im Ort gab.
| Bevölkerungsentwicklung von 1818 bis 1971 | Bevölkerungsentwicklung von 1818 bis 1971 | Bevölkerungsentwicklung von 1818 bis 1971 | Bevölkerungsentwicklung von 1818 bis 1971 | Bevölkerungsentwicklung von 1818 bis 1971 | Bevölkerungsentwicklung von 1818 bis 1971 | Bevölkerungsentwicklung von 1818 bis 1971 | Bevölkerungsentwicklung von 1818 bis 1971 | Bevölkerungsentwicklung von 1818 bis 1971 | Bevölkerungsentwicklung von 1818 bis 1971 | Bevölkerungsentwicklung von 1818 bis 1971 | Bevölkerungsentwicklung von 1818 bis 1971 |
| ----------------------------------------- | ----------------------------------------- | ----------------------------------------- | ----------------------------------------- | ----------------------------------------- | ----------------------------------------- | ----------------------------------------- | ----------------------------------------- | ----------------------------------------- | ----------------------------------------- | ----------------------------------------- | ----------------------------------------- |
| Jahr                                      | 1818                                      | 1846                                      | 1871                                      | 1890                                      | 1910                                      | 1925                                      | 1939                                      | 1946                                      | 1950                                      | 1964                                      | 1971                                      |
| Einwohner                                 | 199                                       | 255                                       | 265                                       | 248                                       | 230                                       | 242                                       | 252                                       | 423                                       | 393                                       | 385                                       | 364                                       |

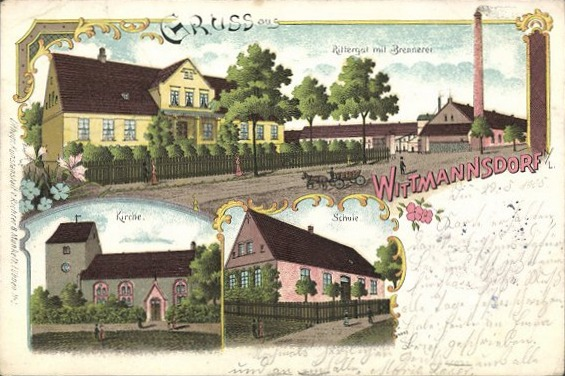
Rittergut mit Brennerei, Kirche und Schule auf einer Postkarte (um 1900)

Nach dem Zweiten Weltkrieg wurde das Gut enteignet und stattdessen 28 Neubauernstellen geschaffen. Mit der LPG Typ I „Fortschritt“ wurde am 27. August 1952 in Wittmannsdorf die erste LPG im Kreis Lübben gegründet.

### Besitzgeschichte 16. bis 17. Jahrhundert
1505 genehmigte der damalige Herzog von Glogau und Troppau (und spätere König von Polen) Sigismund I., der Anna, Frau des Georg Langen die Dörfer Pretschen und Wittmannsdorf als Leibgedinge. Als dagegen der sächsische Kurfürst Friedrich III. (der Weise) und die Herzöge Johann und Georg von Sachsen die von Langen 1494 mit der gesamten Hand mit ihren Besitzungen belehnten: Nickel der Ältere auf Münchehofe, Nickel den Jüngeren und Friedrich zu Krausnick und die Brüder Christoph, Hans und Anton zu (Märkisch) Buchholz war Wittmannsdorf dagegen noch nicht im Besitz der Familie von Langen. Wittmannsdorf muss also zwischen 1495 und 1505 von den von Langen erworben worden sein.
Am 21. März 1517 belehnte der Niederlausitzer Landvogt Heinrich Tunkel von Bernitzko aus Anlass des Todes von König Vladislav II. Georg Langen mit den Dörfern Pretschen und Wittmannsdorf mit Zubehör. Nach dem Tod von König Ludwig II. in der Schlacht bei Mohács im Jahre 1526 erhielt Georg Langen erneut einen neuen Lehnsbrief von Heinrich Tunkel von Bernitzko für seine Güter Pretschen und Wittmannsdorf. 1538 war Georg Langen verstorben und nun wurden seine Söhne Melchior und Leonhardt vom Landvogt Heinrich Tunkel von Bernitzko mit Pretschen und Wittmannsdorf belehnt. 1542 verkauften die Brüder Melchior und Leonhardt die Langen ihre vom Vater Georg ererbten Güter, die Dörfer Pretschen und Wittmannsdorf an Friedrich d. J. von Streumen zu Trebatsch; mitbelehnt war dessen Bruder Heinrich. Leonhard Langen war mit Walpurgis von Streumen verheiratet, und vermutlich ein Schwager der Brüder Friedrich und Heinrich von Streumen. Friedrich von Streumen besaß außerdem das Dorf Groß Leine und Anteile an den Dörfern Mittweide und Skuhlen, die er 1544/45 verkaufte. Er war mit Anna von Löser verheiratet. 1576 war ein Valentin von Streumen verstorben, vermutlich der Sohn des Friedrich von Streumen. Er war Bürge für Albrecht von Quast gewesen, der dem Bernd von Drauschwitz Geld schuldete und das er nach Urkundenlage wohl nicht zurückzahlen konnte. Nun klagte Bernd von Drauschwitz auf Winkelhof (bei Spremberg) gegen die Vormünder der noch minderjährigen Kinder des Valentin von Streumen auf Bezahlung der Bürgschaft, wie hoch die Bürgschaft war, ist nicht bekannt. Eine eingesetzte Kommission entschied in diesem Rechtsstreit, dass sich Bernd von Drauschwitz mit einer Zahlung von 50 Talern zufriedengeben musste. Die Güter des Valentin von Streumen waren stark verschuldet und so willigte der Landvogt in den Verkauf des Gutes Pretschen an Abraham von Bredow ein. Dieser wurde 1579 mit Pretschen (und wahrscheinlich auch Wittmannsdorf) belehnt. 1585 verkaufte nämlich dieser beide Dörfer für 14.000 Taler an Joachim von Holzendorf. Dieser erhielt am 23. Januar 1589 den Lehnbrief für die beiden Dörfer Pretschen und Wittmannsdorf, mitbelehnt waren seine Brüder Dietrich und Steffanus. 1622 verstarb Joachim von Holzendorf und vererbte Pretschen und Wittmannsdorf an seinen Sohn Samuel von Holzendorf, Obersteuereinnehmer und Assessor des Landgerichts der Niederlausitz.
1636 musste Samuel von Holzendorf Wittmannsdorf für 6000 Taler an seinen Vetter Christian von Holzendorf verkaufen. 1642 wollte er auch Pretschen verkaufen, fand jedoch zunächst niemand, der bereit und finanziell in der Lage war, das Rittergut Pretschen bar zu bezahlen. Erst im Jahre 1649 konnte er auch Pretschen für 18.000 Taler an seinen Schwiegersohn Joachim Friedrich Freiherr von Blumenthal verkaufen. Dessen Sohn Christoph Caspar erbte nicht nur Pretschen, sondern auch eine Reihe anderer Güter, so Pröttlin (Prignitz), Deibow (Ortsteil der Gemeinde Milow, Mecklenburg-Vorpommern), Stavenow (Prignitz), Trechwitz (Ortsteil der Gemeine Kloster Lehnin), Neuendorf (bei Halberstadt; existiert nicht mehr) und Paretz. 1660 heiratete er im Berliner Dom Luise Hedwig Freiin von Schwerin. Er wurde zum Dompropst in Brandenburg an der Havel ernannt und war kurbrandenburgischer Gesandter.
Christian von Holzendorf hatte zum Kauf von Wittmannsdorf von seinem Vetter Ulrich von Wolfersdorf auf Groß Lübbenau 3000 Taler leihen müssen, die er mit 6 % verzinsen musste. Er musste dem Ulrich von Wolfersdorf dafür das Gut Wittmannsdorf als Sicherheit verpfänden. In den unruhigen Zeiten des Dreißigjährigen Krieges konnte er das Gut nicht halten und musste es an Joachim von Holzendorf auf Sagritz verkaufen. Joachim von Holzendorf starb um 1670 und seine Söhne teilten den Besitz des Vaters. Hans Caspar übernahm das Gut Wittmannsdorf, Joachim Ernst erhielt das Gut Sagritz. Um 1680 verkaufte er Wittmannsdorf an Christoph Caspar von Blumenthal, der damit Pretschen und Wittmannsdorf wieder in einer Hand vereinigt. Aufgrund seiner besonderen Verdienste erhielt Christoph Caspar Freiherr von Blumenthal 1689 vom sächsischen Kurfürsten auf Lebenszeit einen Sitz an der Herrentafel im Lausitzer Landtag, obwohl er keine Herrschaft in der Niederlausitz besaß; ein einmaliger Vorgang in der Geschichte der Niederlausitz. Christoph Caspar Freiherr von Blumenthal und Luise Hedwig Freiin von Schwerin hatten sechs Kinder, vier Söhne und zwei Töchter. Der Sohn Otto fiel am 12. September 1683 in der Schlacht am Kahlenberg. Der Sohn Friedrich starb als kurbrandenburgischer Oberst in Brabant. Er hatte bei der Teilung des väterlichen Besitzes zunächst Pretschen und Wittmannsdorf erhalten. Nun folgte im Besitz von Pretschen und Wittmannsdorf der dritte Bruder Adam Ludwig nach. Der vierte Bruder Bogislaw hatte Pröttlin, Deibow und Paretz erhalten.
1683 wurde Gustav Heros als Verwalter der Rittergüter Pretschen und Wittmannsdorf vereidigt. Adam Ludwig hatte 1701 Sofie Wilhelmine von Schöning, Tochter des kurbrandenburgischen Kriegsministers und Generalfeldmarschall Hans Adam von Schöning und der Johanna Margarethe von Pöllnitz auf Tamsel (heute Dąbroszyn) in der damaligen Neumark. 1703 verpachtete Ludwig Reichsgraf von Blumenthal Pretschen und Wittmannsdorf an den Schösser Georg Graßmann. Adam Ludwig fiel 1704 als kurbrandenburgischer Oberst in der (zweiten) Schlacht von Höchstädt.

### 18. Jahrhundert
Der einzige Sohn des Adam Ludwig und der Sofie Wilhelmine war Friedrich von Blumenthal (* 1702), der nun Stavenow, Pretschen und Wittmannsdorf erbte. Von 1708 bis 1718 war das Gut Pretschen an Ludwig Eckardt verpachtet. Und von 1723 bis 1725 folgte als Pächter Johann Andreas Kreiselmeyer. Friedrich von Blumenthal starb unverheiratet und ohne Nachkommen. Erbe seiner Güter war sein Vetter der ebenfalls Friedrich hieß, Sohn des Bogislaw. Aber auch dieser starb ohne Leibeserben. Nun erhoben Adam Ludwig und Heinrich Albrecht, Söhne des Adam Heinrich von Blumenthal und der Barbara Hedwig von Hindenburg aus dem Hause Horst Ansprüche auf das Erbe. Sie brachten vor, dass ihr Vormund einen Lehensfehler begangen habe und es während ihrer Minderjährigkeit versäumt habe, sie mit zu belehnen. Zunächst wurde das Ansinnen vom Kammerprokurator abgelehnt. Vor allem hatte sich auch der sächsisch-polnische Geheime Kabinettsminister Heinrich Reichsgraf von Brühl die Anwartschaft auf die Blumenthalschen Güter in der Niederlausitz gesichert. Es kam nun zum Prozess. Brühl gab das Sukzessionsrecht an den Kurfürsten zurück. Schließlich willigte der sächsische Kurfürst Friedrich August in einen Lehenspardon unter Zahlung von 5.000 Talern und Übernahme sämtlicher auf den Gütern lastenden Schulden ein. Am 1. Juli 1757 legten die Brüder Adam Ludwig und Heinrich Albrecht die Erbhuldigung und Lehnspflicht wegen Pretschen und Wittmannsdorf ab. Adam Ludwig von Blumenthal nahm die beiden Dörfer in Besitz. Er war in erster Ehe mit Sofie Esther von Hoym verheiratet, in zweiter Ehe mit Katharina Constantia von Woedtke. Auch für Constantia war es die zweite Ehe; sie war in erster Ehe mit Franz von Günthersberg verheiratet. Adam Ludwig brachte es bis zum preußischen Staats- und Kriegsminister und war Ritter des Hohen Ordens vom Schwarzen Adler (Verleihung: 1739). 1759 schenkte der Vater Adam Ludwig seinem Sohn Hans August Freiherr von Blumenthal die beiden Dörfer Pretschen und Wittmannsdorf. 1760 verstarb er in Berlin. Hans August von Blumenthal stieg in der Militärhierarchie bis zum Obristleutnant auf und wurde später Kommandeur der Gardes du Corps. Schließlich wurde er 1786 in den preußischen Grafenstand erhoben. Hans August war mit Ulrike Gräfin von Wartensleben verheiratet. Die von Blumenthal ließen Pretschen und Wittmannsdorf durch Verwalter bewirtschaften. Er starb 1788 in Berlin. Erbe war der einzige Sohn Heinrich (* 1765; † 1830), der 1798 Pretschen und Wittmannsdorf an Johann Sigismund Paschke verkaufte. Johann Sigismund (* 26. Oktober 1741 in Zützen bei Luckau; † 6. Juli 1814 in Pretschen) hatte 1771 in Schlepzig Johanna Christiane Henriette Lepsky geheiratet. Er war Verwalter auf Hollbrunn in der Standesherrschaft Lieberose gewesen.

### 19./20. Jahrhundert
1808 übernahm deren ältester Sohn Johann Karl Sigismund Pretschen, der zweitälteste Sohn Johann Friedrich, ebenfalls im Jahre 1808, den Ort Wittmannsdorf. Er war mit Modeste Müller aus Vetschau verheiratet. Johann Friedrich starb 1842. Bereits 1840 war Wittmannsdorf auf den Sohn August Paschke übergegangen. 1845 wurde das Gut Wittmannsdorf zwangsversteigert und gelangte für 45.025 Taler an den Sohn des August von Paschke, Carl August (* 1811 in Wittmannsdorf; † 1880 in Blankenburg (Harz)). Das Gut umfasste damals insgesamt 2755 Morgen, davon waren 1091 Morgen Acker und 1233 Morgen Forst. Im Vorfeld der Zwangsversteigerung („Subhastation“) war das Gut 1844 auf insgesamt 45.391 Taler geschätzt worden. Davon entfielen 34.185 Taler für die Ländereien und 11.206 Taler für die Gebäude und das Inventar. Carl August Paschke verkaufte das Gut angeblich 1857 an einen Lehmann. 1856 war Carl August Paschke jedenfalls noch im Besitz von Wittmannsdorf. 1861 kaufte der Oekonomierat und Lieutenant a. D. Franz Wilhelm Schwitzke (auch Schwietzke) das Gut Wittmannsdorf. Ihm folgte 1906 sein Schwiegersohn Hans Osterroth nach. Franz Wilhelm Schwitzke starb 1909. 1914 starb Hans Osterroth und seine Witwe verkaufte das Gut, das damals 705 ha groß war an den aus Norwegen stammenden Kaufmann und Häusermakler Harald Johnsen in Berlin. 1930 ging die Harald Johnsen Kommanditgesellschaft in Konkurs. Ein Besitznachfolger ließ sich bisher nicht ermitteln.

### Politische Geschichte
Wittmannsdorf liegt an der Nordgrenze der (heutigen) Niederlausitz. Im ausgehenden Mittelalter gehörte auch die nördlich anschließende Herrschaft Beeskow noch zur Niederlausitz. In sächsischer Zeit gehörte Wittmannsdorf zum Krummspreeischen Kreis, der später Kreis Lübben genannt wurde. Nach dem Übergang an Preußen 1815 änderte sich die Kreiszugehörigkeit nicht. Wittmannsdorf verblieb auch bei den Kreisreformen von 1950 und 1952 beim Kreis Lübben. Zum 1. September 1973 schlossen sich Wittmannsdorf und Bückchen zur Gemeinde Wittmannsdorf-Bückchen zusammen. 1990 wurde der Kreis Lübben in Landkreis Lübben umbenannt. 1992 bildeten insgesamt 17 Gemeinden einschließlich Wittmannsdorf-Bückchen die Verwaltungsgemeinschaft Amt Märkische Heide. 1993 wurden die drei Kreise Lübben, Luckau und Königs Wusterhausen zum neuen Landkreis Dahme-Spreewald zusammengeschlossen. 2002 genehmigte der Innenminister des Landes Brandenburg den Zusammenschluss von acht Gemeinden zur neuen Gemeinde Märkische Heide. Der Zusammenschluss wurde zum 26. Oktober 2003 rechtswirksam. Die anderen Gemeinden des Amtes wurde per Gesetz in die neue Gemeinde eingegliedert, ebenfalls mit Wirkung zum 26. Oktober 2003. Das Amt Märkische Heide wurde zum selben Zeitpunkt aufgelöst. Seither ist Wittmannsdorf-Bückchen ein Ortsteil der Gemeinde Märkische Heide. Im Ort wird ein Ortsbeirat mit drei Mitgliedern gewählt. Ortsvorsteher (2014) ist Fred Nimtz. Wittmannsdorf ist ein Gemeindeteil von Wittmannsdorf-Bückchen.
Zum 26. Oktober 2003 schloss sich Wittmannsdorf-Bückchen mit 16 anderen Gemeinden zur neuen Gemeinde Märkische Heide zusammen. Seither ist Wittmannsdorf ein bewohnter Gemeindeteil im Ortsteil Wittmannsdorf-Bückchen der Gemeinde Märkische Heide.

## Kirchliche Geschichte

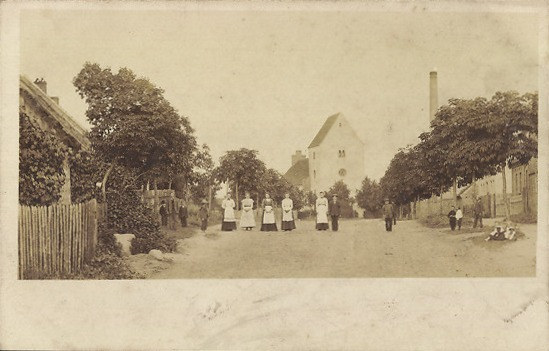
Dorfstraße mit Kirche (um 1900)

Wittmannsdorf war im Mittelalter bis weit in die Neuzeit hinein Mutterkirche. Zum Pfarrsprengel gehörten: Bückchen, Plattkow, Pretschen und Wiese. Pretschen war um 1350 noch Mutterkirche und kam erst später zum Pfarrsprengel hinzu. Wittmannsdorf gehört heute zum Pfarrsprengel Groß Leuthen im Evangelischen Kirchenkreis Niederlausitz.

## Denkmale und Sehenswürdigkeiten
Die Denkmalliste des Landes Brandenburg für den Landkreis Dahme-Spreewald führt zwei Bau- und drei Bodendenkmale auf der Gemarkung Wittmannsdorf auf:

### Baudenkmale
In der Liste der Baudenkmale in Märkische Heide sind für Wittmannsdorf zwei Baudenkmale aufgeführt:
- Das Pfarrhaus mit Wirtschaftsgebäude (Zur Kirche 8; ID-Nr. 09140554)
- Die Dorfkirche Wittmannsdorf (Zur Kirche 28; ID-Nr. 09140305) stammt im Kern wohl aus dem 15. Jahrhundert, ist aber durch den neogotischen Umbau von 1889 überformt. Es handelt sich um eine Saalkirche mit eingezogenem Westturm aus Feldstein, einem 1889 angefügten rechteckigen Backsteinchor und einer Backsteinvorhalle an der Südseite. Das Innere ist flachgedeckt mit einer Einrichtung im neogotischen Stil aus der Zeit des Umbaus.

### Bodendenkmale
- Nr. 12497 Flur 2: Siedlung Bronzezeit, Rast- und Werkplatz Mesolithikum
- Nr. 12498 Flur 2: Kirche deutsches Mittelalter, Dorfkern deutsches Mittelalter, Kirche Neuzeit, Dorfkern Neuzeit, Friedhof deutsches Mittelalter, Friedhof Neuzeit.
- Nr. 12517 Flur 2: Gräberfeld Bronzezeit